# Oberrod

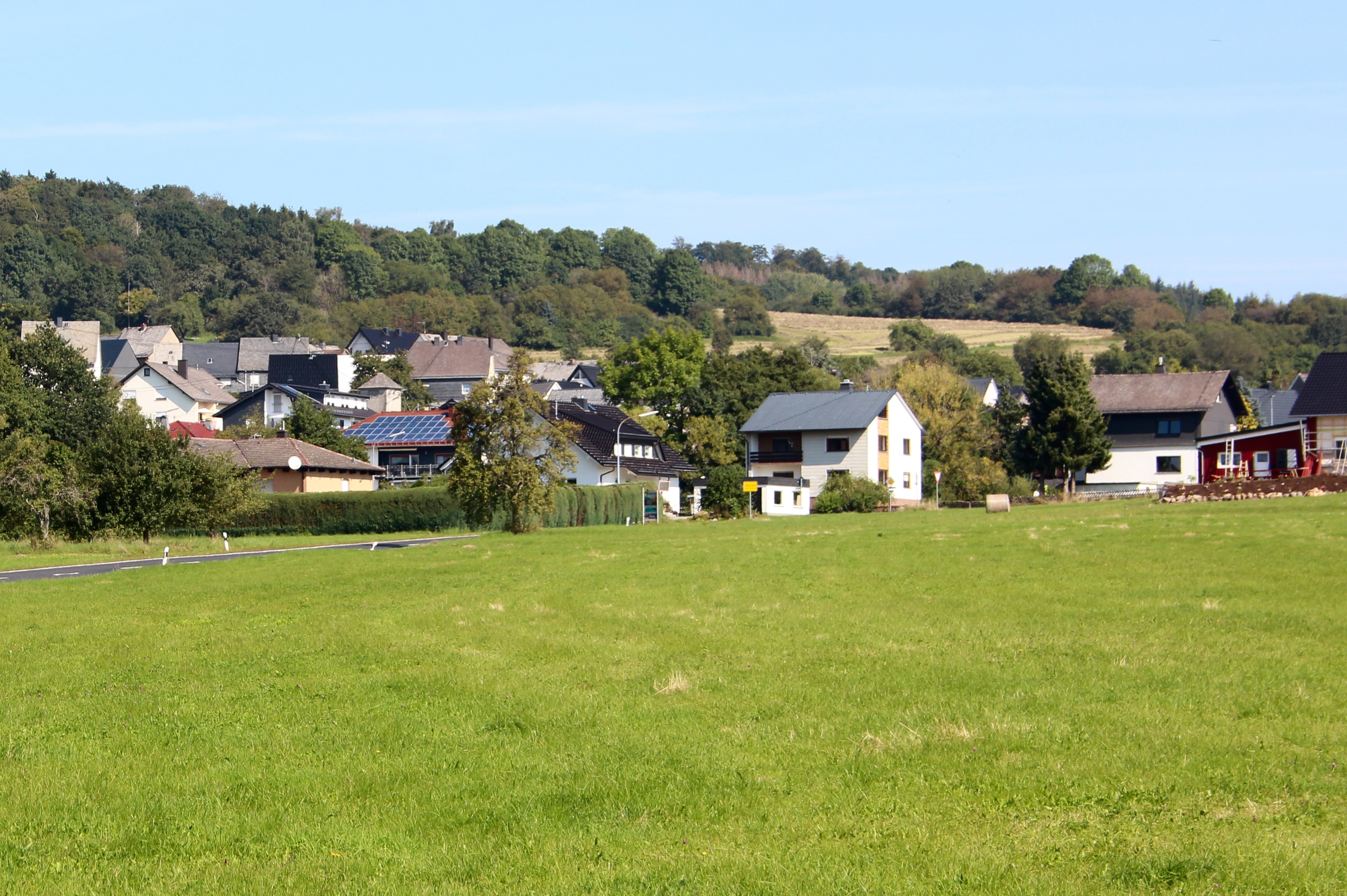
Ansicht von Oberrod

Oberrod ist eine Ortsgemeinde im Westerwaldkreis in Rheinland-Pfalz. Sie gehört der Verbandsgemeinde Rennerod an.

## Geographische Lage
Die Gemeinde liegt im Westerwald an der Landesgrenze zu Hessen. Die nächsten größeren Städte sind Siegen (34 Kilometer nördlich), Wetzlar (27 Kilometer östlich) und Limburg an der Lahn (24 Kilometer südlich). Durch den Ort fließt der Lasterbach.

## Geschichte
Oberrod wurde um 1290 erstmals urkundlich erwähnt.

## Politik

### Bürgermeister
Thomas Wüst wurde am 26. Juli 2019 Ortsbürgermeister von Oberrod. Bei der Direktwahl am 26. Mai 2019 war er mit einem Stimmenanteil von 88,32 % für fünf Jahre gewählt worden. Er wurde im Juni 2024 wiedergewählt.
Wüsts Vorgänger Klaus Laube hatte das Amt des Ortsbürgermeisters 15 Jahre ausgeübt.

### Wappen
| Wappen von Oberrod | Blasonierung: „Gespalten, vorne in Gold eine schwarze Kapelle mit Dachreiter und silbernen Tür- wie Fensteröffnungen, hinten durch einen schrägsteigenden, sich nach oben verjüngenden silbernen Wellenbalken von Blau und Grün geteilt, unten eine schräglinke silberne Rodehacke.“ |
| Wappen von Oberrod | Wappenbegründung: Die Farben Blau und Gold weisen auf die langjährige Zugehörigkeit zum Herzogtum Nassau hin, das Grün steht für den Waldreichtum sowie die frühere landwirtschaftliche Ausrichtung des Dorfes. Der silberne Wellenbalken symbolisiert den durch den Ort fließende Lasterbach. Die schwarze Kapelle ist die „St. Josefskapelle“, das älteste und bedeutendste Bauwerk in Oberrod. Die Rodungshacke stellt schließlich die Verbindung zur Ortsgründung, einer Rodung, her und damit den Zusammenhang mit dem Ortsnamen. |

## Kultur und Sehenswürdigkeiten

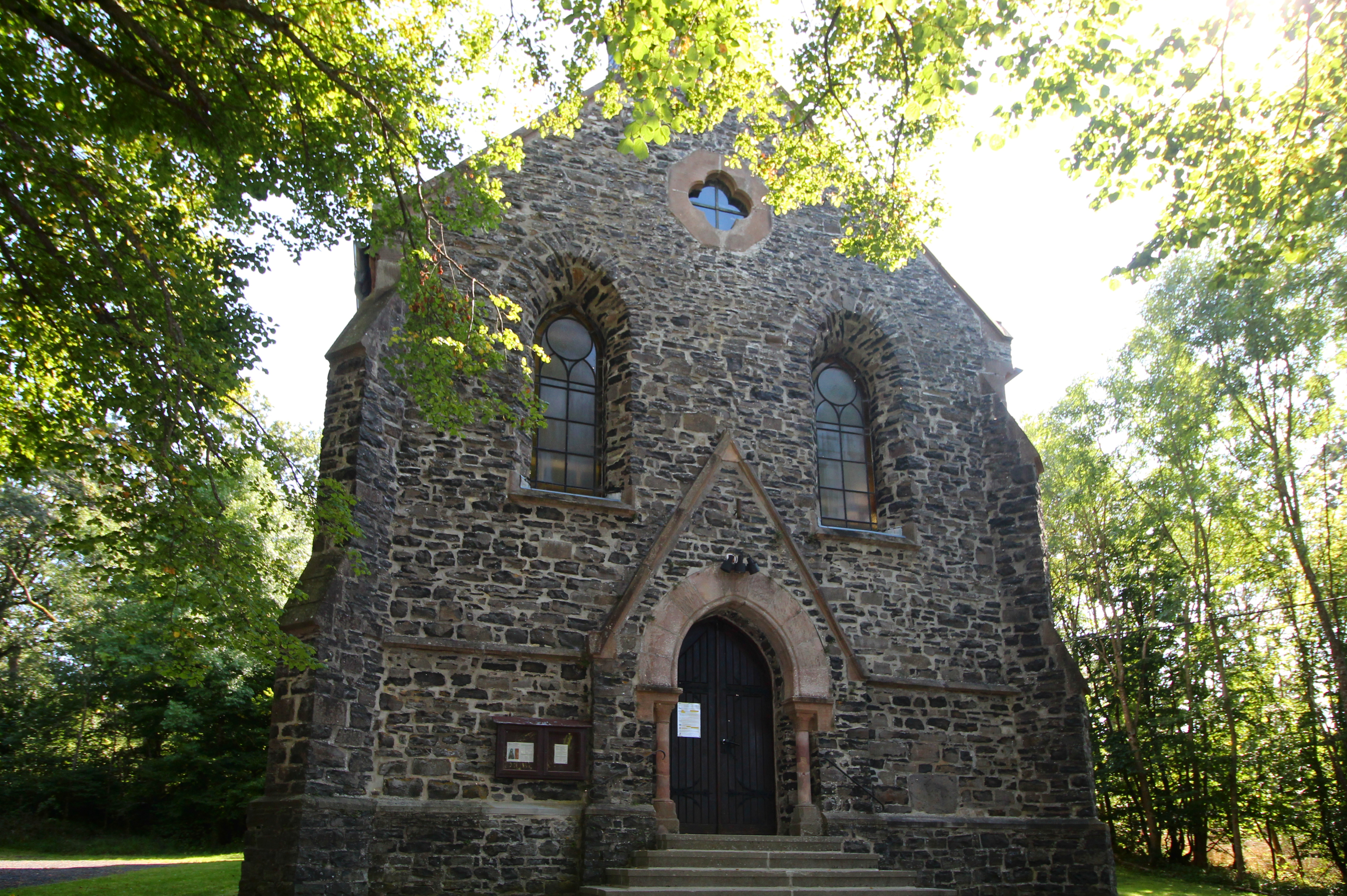
Die Kath. Kirche St. Joseph

### Kulturdenkmäler
In Oberrod stehen das ehemalige Rathaus, die Kath. Kirche St. Joseph und ein um 1700 entstandenes Fachwerkhaus unter Denkmalschutz.

### Naturdenkmale
- Bei der Kapelle in Oberrod befindet sich eine alte Linde, die seit 1977 als Naturdenkmal ausgewiesen ist (registriert unter ND-7143-458).
- Nordöstlich der Ortslage, auf der ehemaligen Gemeindeviehweide, befindet sich die sogenannte „Hutebuche“ (Fagus sylvatica), unter Schutz gestellt seit 1985 (registriert unter ND-7143-468).

### Regelmäßige Veranstaltungen
- Einer der ältesten Vereine ist der Schützenverein St. Hubertus 1910 Oberrod e. V. Der Verein veranstaltet jedes Jahr an Pfingsten ein viertägiges Schützenfest.
- Mitte August findet das Backes- und Brunnenfest statt. Als regionale Spezialität wird der „Flappeskuchen“ im Holzofen auf traditionelle Weise gebacken.
- Das Hof- und Spritzenfest findet jährlich an Fronleichnam statt und wird von der Freiwilligen Feuerwehr Oberrod organisiert.[5]

## Verkehr
- Westlich der Gemeinde verläuft die B 54, die von Limburg an der Lahn nach Siegen führt.
- Die nächste Autobahnanschlussstelle ist Herborn an der A 45 Dortmund–Hanau, etwa 23 Kilometer entfernt.
- Die nächstgelegenen ICE-Halte sind die Bahnhöfe Limburg Süd und Montabaur an der Schnellfahrstrecke Köln–Rhein/Main.